# زیمنس شوخرت دی.۳
زیمنس شوخرت دی. ۳ (به انگلیسی: Siemens-Schuckert_D.III) یک هواگرد ملخ‌پیشین تک‌موتوره از نوع هواپیمای جنگنده ساخت شرکت Siemens-Schukert Werke است. هواگرد زیمنس شوخرت دی. ۳ نخستین پروازش را در اکتبر ۱۹۱۷ میلادی انجام داد. این هواگرد در سال آوریل ۱۹۱۸ میلادی رسماً معرفی گردید و در سال‌های ۸۰ تولید شده‌است.